# Żałobnica białosterna
Żałobnica białosterna (Zanda baudinii) – gatunek dużego ptaka z rodziny kakaduowatych (Cacatuidae), przedstawiciel podrodziny żałobnic (Calyptorhynchinae) zamieszkującej Australię. Krytycznie zagrożony wyginięciem.

## Systematyka
Żałobnica białosterna została po raz pierwszy opisana w 1832 roku przez angielskiego artystę Edwarda Leara w jego dziele Illustrations of the Family of Psittacidae, or Parrots na podstawie okazu należącego do przyrodnika Benjamina Leadbeatera. Lear użył nazwy zwyczajowej Baudin's cockatoo i wprowadził nazwę binominalną Calyptorhynchus baudinii. Nazwa zwyczajowa i epitet gatunkowy upamiętniają francuskiego odkrywcę Nicolasa Baudina, który prowadził ekspedycję do Australii w latach 1801–1804. Gatunek jest obecnie zaliczany do rodzaju Zanda, który został wprowadzony w 1913 roku przez urodzonego w Australii ornitologa Gregory’ego Mathewsa.

## Morfologia
Upierzenie ciała matowoczarne z pofałdowanymi brzegami piór; szarobiała plama na pokrywach uszu; ogon z szerokim białym płatem na końcu, ze środkowymi dwoma piórami w całości czarnymi; oczy ciemnobrązowe; stopy szarobrązowe. Brak znaczącego dymorfizmu płciowego, ale skóra okołooczodołowa różowa u samca i ciemnoszara u samicy; dziób szaroczarny u samca i jasnoszary u samicy.
Dorosłe osobniki mogą osiągać 60 cm długości.

## Pożywienie
Głównie pestki owoców, długa górna żuchwa umożliwia żałobnicy wydobycie pestek z dużego owocu marri; ptak przytrzymuje zwykle owoc stopą podczas wydobywania pestek. Dietę uzupełnia też innymi owocami i małymi owadami.

## Rozmnażanie
Okres lęgowy: sierpień – styczeń.

Gniazdo: budowane z wiórów drzewnych umieszczanych w zagłębieniu wysoko na drzewie, najczęściej eukaliptusie.

Jaja: zazwyczaj 2.

Wysiadywanie: około 28 dni.

Pisklęta: Po wykluciu ważą 4–6 gramów. Usamodzielniają się po 16 tygodniach, najczęściej przeżywa tylko jedno pisklę. Po okresie lęgów często łączą się w większe grupy.

## Status zagrożenia
Ze względu na zagrożenia powodujące szybko zmniejszającą się populację, szacowaną w 2021 roku na około 3250 dorosłych osobników, gatunek został wpisany na listę IUCN ze statusem ochronnym krytycznie zagrożony.

## Galeria

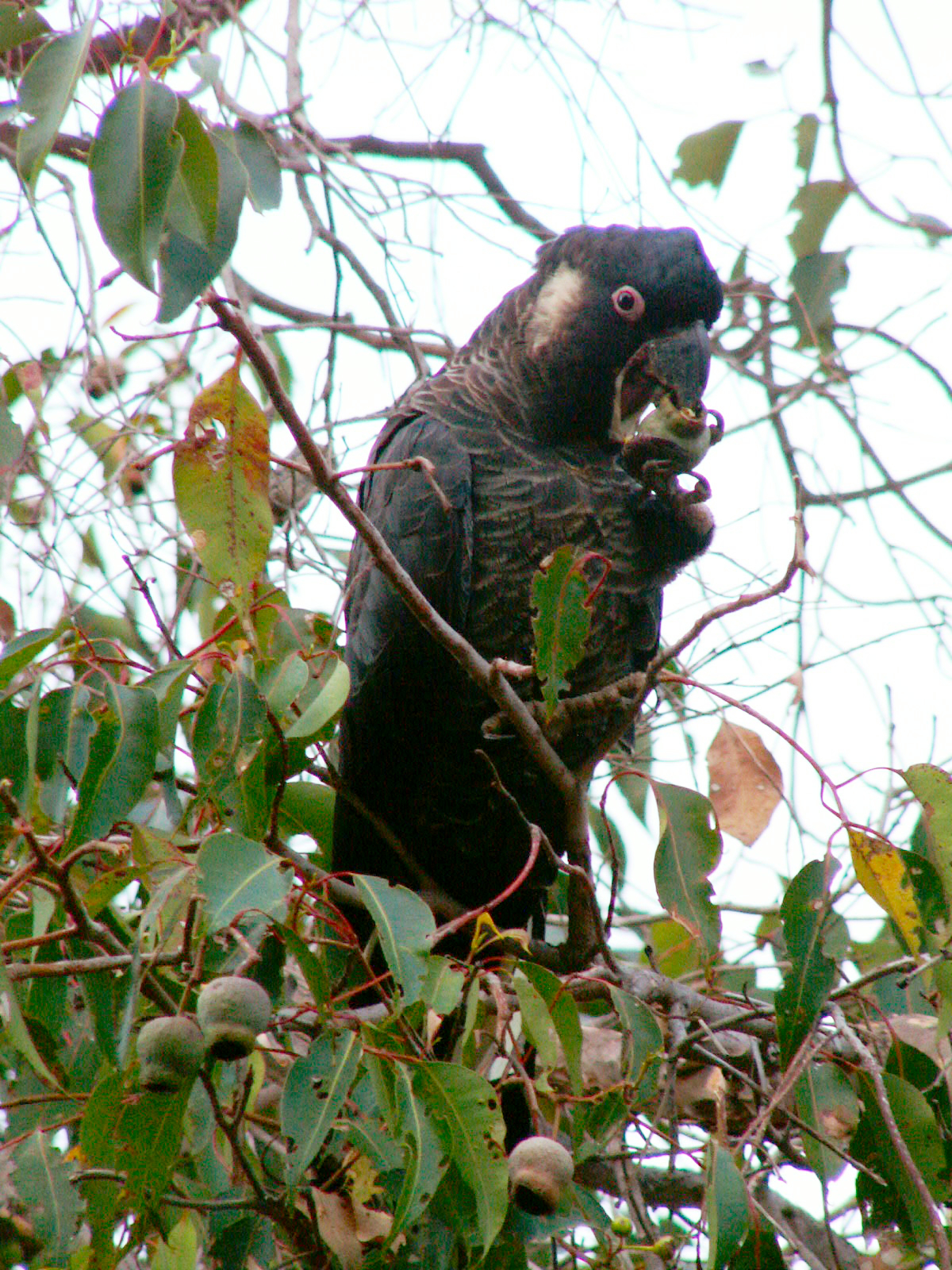
Samiec
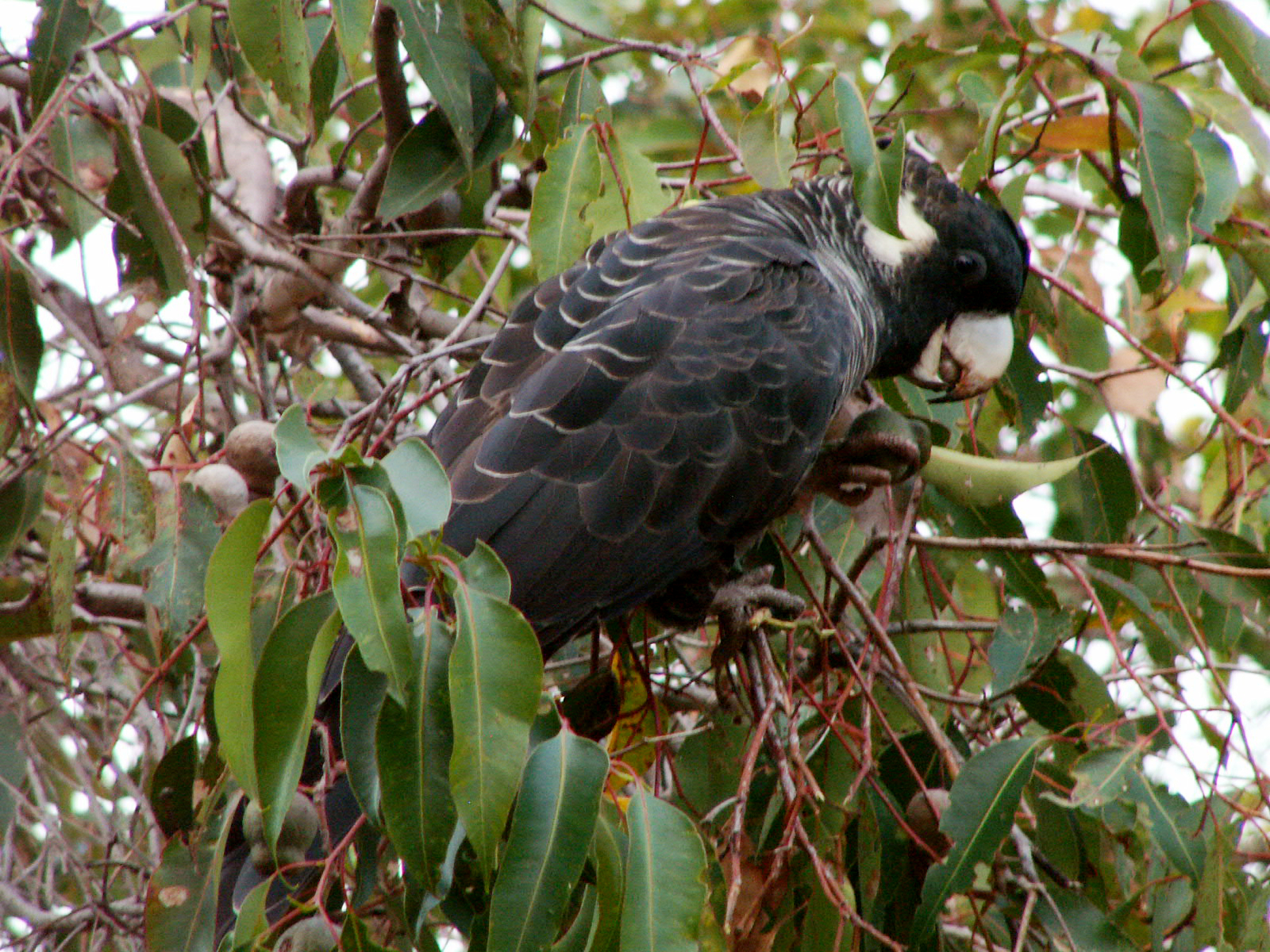
Samica